# Терри (округ)
Округ Терри (англ. Terry) — округ штата Техас Соединённых Штатов Америки. На 2000 год в нем проживало 12 761 человек. По оценке бюро переписи населения США в 2009 году население округа составляло 12 142 человек. Окружным центром является город Браунфилд.

## История
Округ Терри был сформирован в 1876 году. Он был назван в честь Бенжамина Франклина Терри, полковника конфедератов.

## География
По данным бюро переписи населения США площадь округа Терри составляет 2308 км², из которых 2305 км² — суша, а 3 км² — водная поверхность (0,12 %).

### Основные шоссе
- Шоссе 82
- Шоссе 380
- Шоссе 385
- Автострада 137

### Соседние округа
- Хокли  (север)
- Линн  (восток)
- Досон  (юго-восток)
- Гейнс  (юг)
- Йокум  (запад)